# Ottottrio
Ottottrio (オットットリオ) é um supergrupo de jazz-fusion formado e liderado por 3 renomados guitarristas japoneses: Issei Noro, do Casiopea, Masahiro Andoh, do T-Square e Hirokuni Korekata, do KORENOS.

## Discografia
- 1988 - Super Guitar Session Hot Live!
- 1988 - Super Guitar Session Red Live!
- 1998 - Triptych[2] (Relançado como "Blu-Spec CD" em 23 de Dezembro de 2009)